# Breamo
Breamo (llamada oficialmente San Miguel de Breamo) es una parroquia española del municipio de Puentedeume, en la provincia de La Coruña, Galicia.

## Entidades de población
Entidades de población que forman parte de la parroquia:
- Barro (O Barro)
- Cermuzo
- Fontenova (A Fontenova)
- Gunturiz
- Pedridas (As Pedridas)
- Veiga (A Veiga)
- Villamoire (Vilamoire)
- Vista Alegre

## Despoblado
- Allegue

## Demografía
| Gráfica de evolución demográfica de Breamo entre 2000 y 2019 |
|                                                              |
| Datos según el nomenclátor publicado por el INE.             |